# Paraphyllinidae
Paraphyllinidae é uma família de medusas da ordem Coronatae.

## Géneros
- Paraphyllina Maas, 1903